# Вільні французькі сили
Вільні сили Франції (фр. Forces françaises libres) — збройні сили французького патріотичного антинацистського руху «Вільна Франція» часів Другої світової війни.

## Історія

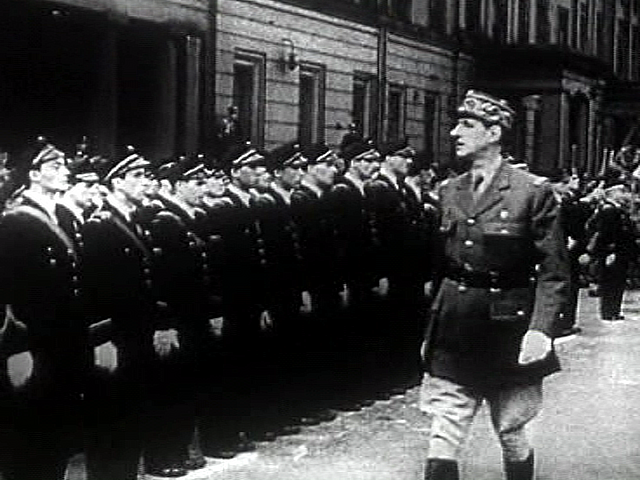
Огляд військ Шарлем де Голлем

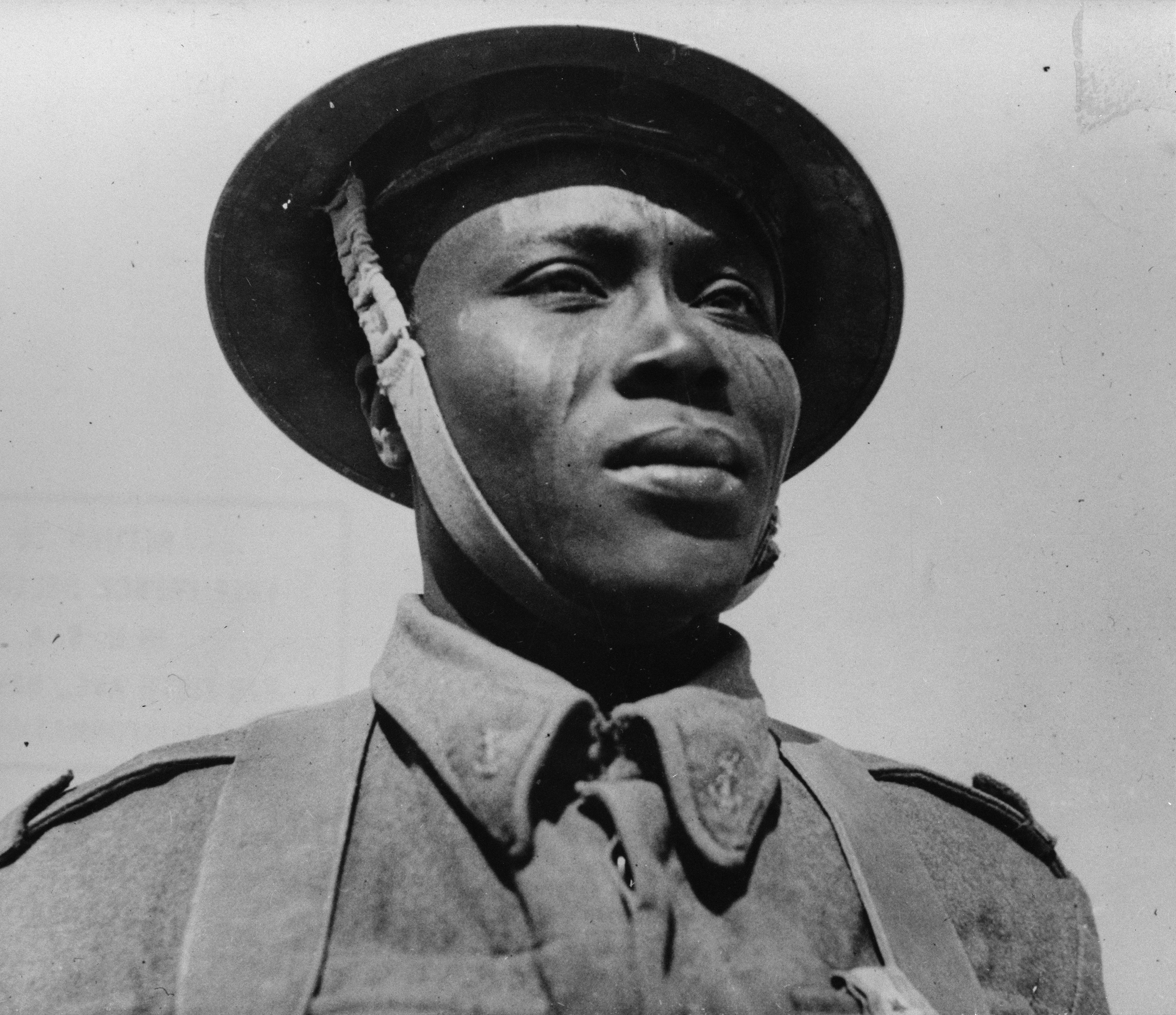
Чадський доброволець Французьких вільних сил

Вільні французькі сили де-юре були утворені в липні 1940 року. Початкова чисельність цих сил становила 1300 осіб з експедиційного корпусу в Норвегії та Французького легіону. До 8 липня чисельність сил становила 1994 людини (з них 101 офіцер), до 15 серпня вона зросла до 2721 людини (123 офіцера). У складі сил були також авіація і флот: у флоті, яким командував адмірал Еміль Мюзел'є, налічувалося до 15 липня 882 особи (з них 30 офіцерів); в авіації з 15 по 30 червня з усього складу близько 200 осіб вирушили добровольцями у Велику Британію боротися проти німців, а до кінця року ця цифра зросла до 300 осіб.
Бойове хрещення Вільні французькі сили прийняли під час Сирійсько-Ліванської операції проти французьких колабораціоністів, яка тривала з червня по липень 1941 року. Однак найбільш важливою битвою Вільних французьких сил стала битва при Бір Хакейме, яка проходила в Лівії з 26 травня по 11 червня 1942. Тоді 1-а французька вільна бригада під командуванням генерала Марі-П'єр Кеніга протягом 14 днів захищала шлях на Суец від сил Африканського корпусу Ервіна Роммеля. Незабаром, після прибуття сил 8-ї британської армії на лінії біля Ель-Аламейну франко-британські війська остаточно зупинили натиск Роммеля до Єгипту. В ході битви близько 3700 французів оборонялися проти 40 тисяч німців та італійців, причому у вирішальні моменти французам доводилося діяти без підтримки авіації. Всього Вільні сили зазнали втрат у розмірі 800 убитих або зниклих безвісти.
1 серпня 1943 Вільні французькі сили були реорганізовані: в Африці залишилася Африканська армія під командуванням Анрі Жиро, а на території Європи була сформована Французька армія визволення.

## Склад збройних сил
Згідно з даними французького історика Жана-Франсуа Мураччоля, фахівця з історії французького Руху Опору, у Вільних французьких силах служило близько 73300 людей. Цифра заснована на даних, отриманих з літа 1940-го по літо 1943 року. З цих 73300 осіб:
- 50000 несли службу у сухопутних військах;
- 12500 у військово-морському флоті;
- 3200 у повітряних силах;
- 5700 в резерві;
- 1900 у штабах місцевих комітетів за визволення Франції.

За національним складом поділ був наступним: 39300 осіб були французами, 30 тисяч були родом з французьких колоній (переважно франкомовні африканці) та 3800 чоловік за походженням були іноземцями (сюди ж відносять військовослужбовців Іноземного легіону).
Згідно зі звітом від 30 жовтня 1942, в армії налічувалося приблизно 61670 осіб, з них 20200 піхотинців і 20000 солдатів спеціальних військ (переважно ліванців). Станом на травень 1943 року, за даними Жана-Луї Кремье-Бриляка, налічувалося 79600 чоловік у складі сухопутних військ, з них близько 21500 ліванського і сирійського походження, близько 2000 осіб з Північної Палестини і 650 військових з штаб-квартири в Лондоні. За даними Франсуа Броша, члена ради адміністрації Фонду Вільної Франції, налічувалося максимум 53 тисячі солдатів в армії, з яких було близько 32 тисяч жителів колоній (не були громадянами Франції в 1940 році), 16 тисяч французів і близько 5 тисяч іноземців (у тому числі і військовослужбовців іноземного легіону). Зі свого боку, Анрі Экошар, ветеран Вільних французьких сил, нарахував 54500 осіб.

## Відомі командувачі

### Вищий командний склад

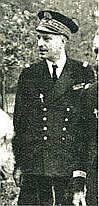
Віце-адмірал Еміль Мюзел'є

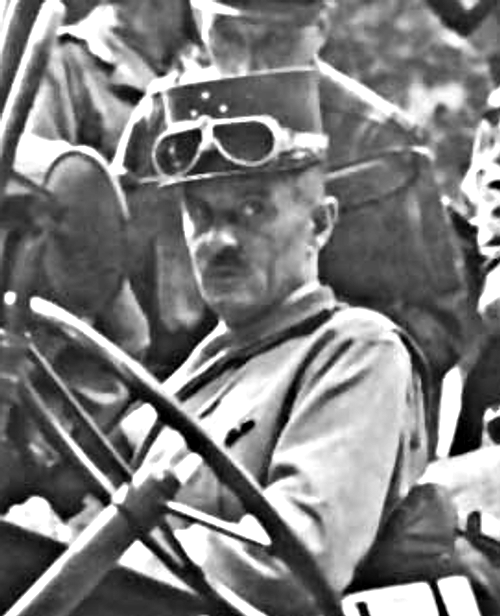
Генерал Філіп Леклерк

- Жорж Катру, генерал армії (червень 1940)
- Поль Лежентилем, бригадний генерал (1938), генерал дивізії (1941), генерал корпусу (березень 1943)
- Еміль Мюзел'є, віцеадмірал (жовтень 1939)
- Адольф Сісе, військовий лікар, генерал (1939), генеральний інспектор санітарної служби (липень 1942)

### Інші командири
- Жорж Тьєррі д'Аржанльє, капітан 3 рангу (лютий 1940), капітан 2 рангу (липень 1940), капітан 1 рангу (грудень 1941), контр-адмірал (липень 1943), віце-адмірал (грудень 1944)
- Філіп Обойно, капітан 2 рангу (червень 1940), контр-адмірал (квітень 1942), віце-адмірал (грудень 1945)
- Шарль Бапст
- Поль Бейне
- П'єр Бийот, капітан (грудень 1936), лейтенант-полковник (грудень 1941), полковник (грудень 1942 року), бригадний генерал (вересень 1944)
- Дієго Броссе, лейтенант-полковник (грудень 1940), бригадний генерал (серпень 1943), генерал дивізії (вересень 1944)
- Альфред Казо, лейтенант-полковник (червень 1940), бригадний генерал (жовтень 1941), генерал дивізії (лютий 1945)
- Жорж Шадебек де ла Лавалад
- Філібер Колле, командир (1938), бригадний генерал (серпень 1941 р.), генерал дивізії (листопад 1944)
- П'єр Гарбей, капітан (1938), командир (вересень 1940), лейтенант-полковник (грудень 1941), полковник (червень 1944), бригадний генерал (листопад 1944)
- Філіп Леклерк, капітан (грудень 1944), командир (липень 1940), полковник (листопад 1940), бригадний генерал (серпень 1941-квітень 1942), генерал дивізії (травень 1943), генерал корпусу (травень 1945), посмертно маршал Франції
- Марі-П'єр Кеніг, капітан (липень 1940), бригадний генерал (липень 1941), генерал дивізії (травень 1943), генерал корпусу (червень 1944), посмертно маршал Франції
- Едгар де Лармина, полковник (березень 1940), бригадний генерал (липень 1941), генерал дивізії (вересень 1942)
- П'єр Лелон
- Жозеф Ман'ян
- Рауль Магран-Вернерей, він же Ральф Moncler, лейтенант-полковник (червень 1938), полковник (червень 1940), бригадний генерал (грудень 1941)
- П'єр Маршан
- Рене Маршан
- Зіновій Пєшков, командир (лютий 1923), полковник (кінець 1941), бригадний генерал (квітень 1944)
- Ернест Петі
- Мартіаль Валан, командир (1938), бригадний генерал авіації (серпень 1941 р.), генерал повітряного корпусу (1945)